# Carlos Fernando Motoa
Carlos Fernando Motoa Solarte (Palmira, Valle del Cauca, 23 de octubre de 1975) es un político y abogado colombiano. En el año 2010 fue elegido Senador de la República por el partido Cambio Radical.

## Biografía
Es Abogado de la Universidad San Buenaventura Cali, especialista en Derecho Administrativo de la Universidad Pontificia Bolivariana y especialista en Gestión de Entidades Territoriales de la Universidad Externado de Colombia.
Se ha desempeñado como Jefe de la Unidad Jurídica (Gerencia Territorial Alcaldía de Cali); Jefe de la Unidad Administrativa (Gerencia de Desarrollo Territorial de Cali); Director Operativo encargado del Centro de Administración Local Integrado, C.A.L.I. No. 6; Secretario de Gobierno del Departamento del Valle del Cauca; Representante a la Cámara periodo 2006–2010 y actualmente se encuentra ejerciendo su cuarto período como senador de la República, donde ha sido Presidente y Vicepresidente de la Comisión Primera Constitucional, así como vocero de Cambio Radical.
Es reconocido por su larga trayectoria como legislador y más recientemente como crítico del Presidente Gustavo Petro.
Es autor de varias e importantes leyes de la República, como la que crea la historia clínica electrónica o la que reglamenta el trabajo en casa.
Además, se ha convertido en un referente de temas de seguridad ciudadana, pensiones y salud.